# 7960 Кондорсе
7960 Кондорсе (7960 Condorcet) — астероїд головного поясу, відкритий 10 серпня 1994 року.
Тіссеранів параметр щодо Юпітера — 3,672.